# کمپی بیسنتزیو
کمپی بیسنتزیو (به ایتالیایی: Campi Bisenzio) یک کومونه در ایتالیا است که در استان فلورانس واقع شده‌است.

## خصوصیات
کمپی بیسنتزیو ۲۸٫۶ کیلومترمربع مساحت و ۳۹٬۷۹۳ نفر جمعیت دارد و ۳۸ متر بالاتر از سطح دریا واقع شده‌است.

## خواهرخوانده
شهرهای اورلی، Tipitapa، Bir Lehlou و لانارکشر شمالی خواهرخوانده‌های کمپی بیسنتزیو هستند.